# Кућа народног хероја Мирка Томића
Кућа народног хероја Мирка Томића је грађевина која је саграђена током Другог светског рата. С обзиром да представља значајну историјску грађевину, проглашена је непокретним културним добром Републике Србије. Налази се у Парцанима, под заштитом је Завода за заштиту споменика културе Краљево.

## Историја
Народни херој Мирко Томић (1909—1943) је био члан Савеза комуниста Југославије и Народноослободилачке борбе. Током студија на Правном факултету Универзитета у Београду је био активан комуниста. Због својих активности је више пута хапшен и затваран. У родним Парцанима је ширио идеје међу омладином и био члан Главног одбора Земљорадничке левице. Организовао је велике народне зборове у градовима централне Србије, а био је и један од оснивача Јастребачког партизанског одреда. Ухваћен је и рањен у Београду где је преминуо у Државној болници 17. јануара 1943. Кућа у којој је рођен је била приземна, правоугаоне основе са кровом на четири воде покривеним бибер-црепом. Грађена је дрвеном конструкцијом са испуном од смеше блата и сламе. Данас више не постоји, на њеном месту су видљиви темељи зарасли у коров. Завод не поседује техничку документацију тако да реконструкција споменика културе није могућа. У централни регистар је уписана 29. јуна 1983. под бројем СК 537, а у регистар Завода за заштиту споменика културе Краљево 13. јуна 1983. под бројем СК 158.